# 미미 쿠직
미미 쿠직(Mimi Kuzyk, 1952년 2월 21일 ~ )은 캐나다의 배우이다.
위니펙에서 태어났다.

## 출연 작품
- 파이널 컷 (2004) - 델마 역
- 실종 (2004, A Different Loyalty) - 레슬리 쿼넬 역
- 미국 대지진 (2005, Descent) - 마샤 크로퍼드 역
- 어 크리스마스 웨딩 (2006, A Christmas Wedding)
- 카디아 (2006, Kardia)
- Still Small Voices (2007)
- XIII: 컨스피러시 (2008, XIII: The Conspiracy)
- 타임 투게더 (2016) - 베르나딘 역
- 특파원 (2016, Special Correspondents)
- A Very Merry Mix-Up (2013)
- 투모로우 (2004)
- 휴먼 스테인 (2003년)
- 데들리 컨스피러시 (2001년)
- 상실의 시대 (2001년) - 엘레노어 바넷 역
- 유니콘 킬러 (1999년)
- 웨이킹 더 데드 (1999년)
- 스트레인지 저스티스 (1999년)
- 스릴 씨커 (1999년) - 엘리노어 그레이슨 역
- 스파이 인 노스코리아 (1999년)
- 블러드 레인 (1998년)
- 디펜더스 3 (1998년)
- 디펜더스 2 (1998년)
- 데이트 소동 (1998년) - 캐롤 리치몬드 역
- 디펜더스 - 페이백 (1997년)
- 허 데스퍼레이트 초이스 (1996년)
- 맬리시우스 (1995년)
- 죽음의 경계 (1994년)
- 이중 가면 (1994년)
- 미녀 탐정 샘 (1992, Stormy Weathers)
- 스피드 존 (1989년)
- 형사 울프 (1989년)
- 사랑의 선택 (1986년)
- 살인 누명 (1986년)
- 설원의 살인 (1985년)
- 쿵푸

### 텔레비전
- 호보 (1983)
- L.A. 로 (1986-87)
- Sophie (2008-09)
- 마이 대드 세즈 (2010-11, $h*! My Dad Says)